# 卧里屯站
卧里屯站是位于中国黑龙江省大庆市龙凤区的一个铁路车站，是中国铁路哈尔滨局集团大庆车务段管辖的二等站，主要承担大庆石化公司及周边企业的货运运输业务。

## 历史
1903年，东清铁路通车，在杜尔伯特旗境内设54号小站，使用1524毫米宽轨，1942年改建为标准轨。1944年4月被辟为信号场，1945年因安达站业务量减少而关闭。1947年建成为列车会让的五等站，由安达站管辖。1948年11月东北解放后恢复会让业务，设乘降所。1950年1月正式开站，为五等站，开始办理客运售票业务:65:344:460。
大庆石油会战后，卧里屯筹建橡胶、酒精等生产建设项目，卧里屯站开始进行扩建，站线增至4条:460。1967年1月晋升为四等站，开始办理货运业务，此后因生产建设项目停建，货运量有所下降:344。1970年2月晋升为三等站:462。
1973年，中共中央和国务院批准“四三方案”，方案中决定在卧里屯投建大庆化肥厂，卧里屯站的货运量开始增加，为配合化肥厂的建设，卧里屯站开始进行扩建，1975年1月扩建工程竣工，站线增至6条:461，同年卧里屯站划归齐齐哈尔铁路局领导:64。1976年9月18日，大庆化肥厂建成投产，9月25日，第一列装载尿素的列车从卧里屯站发出:344。
1978年9月，大庆30万吨乙烯工程在卧里屯开工，卧里屯站的货运量再次剧增，为配合乙烯工程建设，卧里屯站再次进行扩建，站线增至16条，1979年卧里屯站的货物到达量达到了179.9万吨，相较于历史最高的1974年增加3.6倍。此后因乙烯工程受国民经济调整影响缓建停建，卧里屯站的货运量急剧下降。1981年货物到达量减少至29.7万吨，相较于1979年减少了83.5%，1982年4月乙烯工程恢复建设，卧里屯站的货运量开始回升:461。
1985年，卧里屯站场改建工程竣工，此次改建将卧里屯站建成客、货车场分列的纵列式站场，同年11月29日晋升为二等站。1986年4月，新建卧里屯客运站房开始投入使用。1986年乙烯工程建成投产后，卧里屯站的货物发送量逐年增长，1987年货物发送量达77.7万吨，1990年突破100万吨:461-462。
1999年1月，卧里屯站划归大庆站管辖，至2000年末，年货物发送量125.5万吨，货物到达量169.1万吨，旅客发送25.2万人:460。
2004年4月，卧里屯站划归龙凤站管辖，2005年发送货物133.1万吨，旅客发送13.3万人次:198。
2013年，受哈齐高速铁路施工影响，大庆站发往齐齐哈尔、满洲里方向的24趟下行列车自4月1日0时起改为停靠卧里屯站。
2018年起，卧里屯站停办客运业务。